# Пиберник, Албин
Албин Пиберник (словен. Albin Pibernik, родился в 1930 году в Есенице) — югославский словенский партизан, участник Народно-освободительной войны Югославии, лётчик гражданской авиации. Один из самых юных участников Народно-освободительной войны.

## Биография
Уроженец города Есенице. На фронте оказался ещё в 1941 году вместе со своим отцом, Албином Пиберником-старшим и матерью Юлкой. Отец служил в 1-й пролетарской ударной бригаде, и на церемонии образования бригады в Рудо Албин-младший присутствовал вместе со своей матерью.
В январе 1942 года бригада совершала Игманский марш-бросок, уходя от превосходящих немецких сил. В дни перехода был сильный мороз около 32 градусов, который усиливался с каждым днём. В ходе марш-броска умерло от обморожения множество солдат: так, во время перехода через канал около Райловаца мать Албина сильно промочила ноги и отморозила их. Самого же Албина солдаты в буквальном смысле раскачали и перебросили через канал, а сам он только чудом не сорвался в воду.
В ночь с 27 на 28 января 1942 после перехода по обледенелому горному склону, в ходе которого партизанам пришлось проявлять нечеловеческие усилия для того, чтобы перевести всю живую силу и горное вооружение, партизаны завершили 19-часовой переход и заняли одно из местечек. Албин остался в доме с тяжело больной матерью, а вскоре оттуда их на санях доставили в Фочу, освобождённую партизанами. Дважды больную мать посещал лично Иосип Броз Тито.
Несмотря на усилия врачей (понадобилась даже ампутация ноги), Юлка Пиберник скончалась от последствий обморожения. После её похорон Тито взял Албина на своё попечение и попросил его сдерживать эмоции, сказав: «Пролетарии не плачут». До 1 мая 1942 Албин жил в одном из укрытий Тито, где проживала и его четвёртая супруга Даворянка Паунович. Тито говорил, что при желании может отправить Албина учиться в Москву, однако эти планы так и остались планами: в августе 1942 года отец Албина, Албин Пиберник-старший, получил приказ прорываться в Словению и в октябре 1942 года пал в одном из боёв.
После войны Албин пошёл в школу-интернат, затем окончил военную академию ЮНА и прослужил 14 лет, став потом лётчиком гражданской авиации. Совершал полёты во множество стран, в том числе и в Восточную Азию. Проживает постоянно в Любляне, но при этом участвует в ежегодных мероприятиях на горе Игман в память об участниках марш-броска.
Пиберник считает распад Югославии страшной ошибкой, из-за которой «страдает невинный народ, с которым никто никогда и не желает считаться».